# Saprosma urophylla
Saprosma urophylla är en måreväxtart som beskrevs av Elmer Drew Merrill. Saprosma urophylla ingår i släktet Saprosma och familjen måreväxter.
Artens utbredningsområde är Sumatera. Inga underarter finns listade i Catalogue of Life.